# البرج، ادلب
البرج (به عربی: البرج) یک روستا در سوریه است که در ناحیه سنجار واقع شده‌است. البرج ۳۲۶ نفر جمعیت دارد.